# Picea mariana
Picea mariana é uma espécie norte-americana do gênero Picea e da família Pinaceae. Está espalhada por todo o Canadá, sendo encontrada em todas as 10 províncias e em todos os 3 territórios. É a árvore oficial de Terra Nova  e Labrador e é a árvore mais abundante dessa província. Sua área de distribuição se estende às partes do norte dos Estados Unidos: no Alasca, na região dos Grandes Lagos e na parte superior do nordeste. É uma parte frequente do bioma conhecido como taiga ou floresta boreal.  
O epíteto específico em latim mariana significa “da Virgem Maria”.

## Descrição

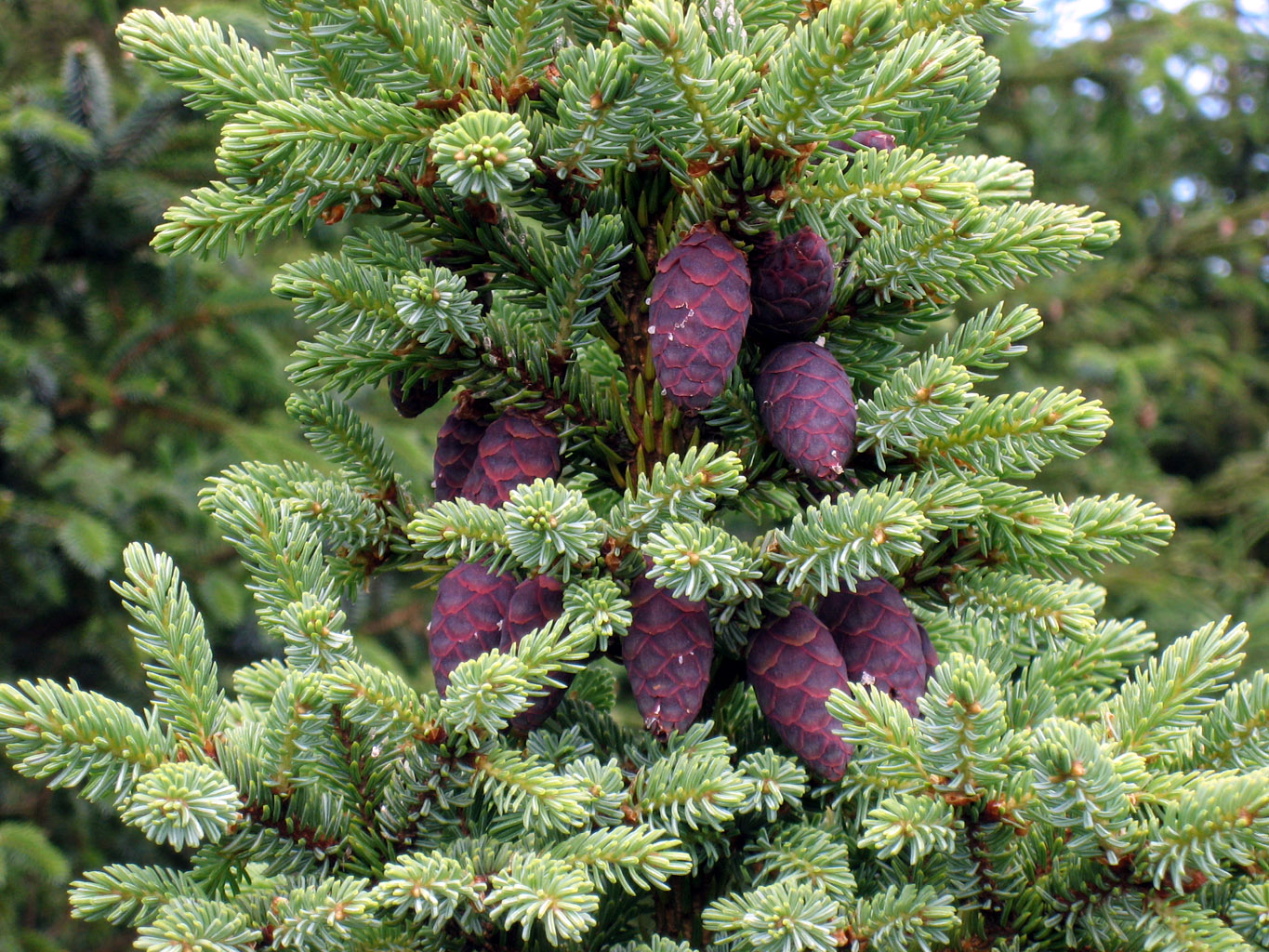
Agulhas e pinhas jovens.

A P. mariana é uma árvore conífera perene (raramente um arbusto), de crescimento lento, pequena e ereta, com tronco reto e pouco afilado, hábito rasteiro e copa estreita e pontiaguda de galhos curtos, compactos e caídos com pontas viradas para cima. Em grande parte de sua área de distribuição, tem uma altura média de 5 a 15 m, com um tronco de 15 a 50 cm de diâmetro na maturidade, embora alguns exemplares possam atingir 30 m de altura e 60 cm de diâmetro. A casca é fina, escamosa e marrom-acinzentada. As folhas são semelhantes a agulhas, com 6-15 mm de comprimento, rígidas, com quatro lados, verde-azuladas escuras na parte superior e verde glauco mais pálido na parte inferior. As pinhas são as menores de todas as árvores do gênero Picea, com 1,5 a 4 cm de comprimento e 1-2 cm de largura, fusiformes a quase redondos, roxos escuros que amadurecem em marrom-avermelhado, produzidos em aglomerados densos na parte superior da copa, abrindo na maturidade, mas persistindo por vários anos.
A hibridização natural ocorre regularmente com o parente próximo Picea rubens [en] e muito raramente com a Picea glauca. Ele difere da P. glauca por ter uma cobertura densa de pequenos pelos na casca das pontas dos galhos jovens, uma casca marrom-avermelhada frequentemente mais escura, agulhas mais curtas, pinhas menores e mais redondas e uma preferência por áreas de planície mais úmidas. Também existem inúmeras diferenças nos detalhes da morfologia de suas agulhas e do pólen, mas é necessário um exame microscópico cuidadoso para detectá-las. Em relação aos abetos verdadeiros, como o Abies balsamea [en], ele difere por ter pinhas pendentes, bases de folhas lenhosas persistentes e agulhas de quatro ângulos, dispostas ao redor dos brotos.
Devido à grande diferença entre o teor de umidade do cerne e do alburno, é fácil distinguir essas duas características da madeira em imagens de ultrassom, que são amplamente utilizadas como uma técnica de ensaio não destrutivo para avaliar a condição interna da árvore e evitar a quebra inútil de toras. Os sinônimos taxonômicos mais antigos incluem A. mariana, P. brevifolia ou P. nigra.

## Ecologia
O crescimento varia de acordo com a qualidade do local. Noa pântanos, apresenta taxas de crescimento progressivamente mais lentas das bordas em direção ao centro. As raízes são rasas e se espalham amplamente, resultando em suscetibilidade ao vento. Na parte norte de sua área de distribuição, a Picea mariana assimétrica podada pelo gelo é frequentemente vista com folhagem reduzida no lado do vento. As árvores inclinadas, coloquialmente chamadas de “árvores bêbadas”, estão associadas ao degelo do pergelissolo.
Na parte sul de sua área de distribuição, ela é encontrada principalmente em solos orgânicos úmidos, mas, mais ao norte, sua abundância em terras altas aumenta. Na região dos Grandes Lagos, é mais abundante em pântanos, e também em locais de transição entre pântanos e terras altas. Nessas áreas, é raro em terras altas, exceto em áreas isoladas do norte de Minnesota e da Península Superior de Michigan.

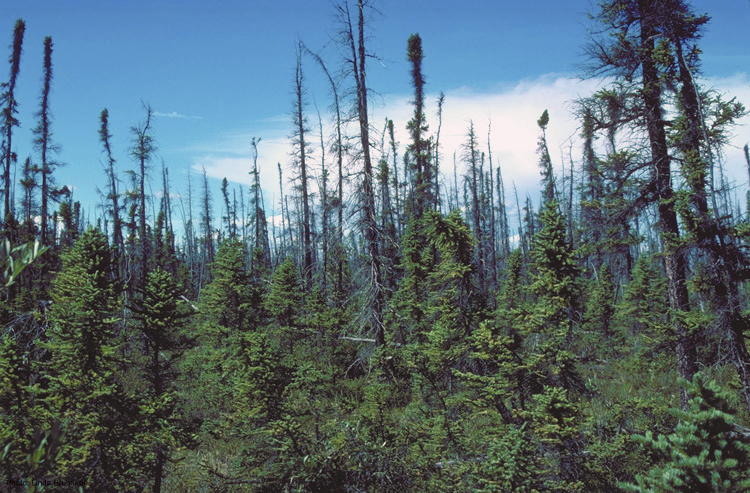
Taiga de Picea mariana, Rio Copper, Alasca.

A maioria das plantações tem idade uniforme devido aos frequentes intervalos de incêndio nas florestas de Picea mariana. Geralmente cresce em povoamentos puros em solos orgânicos e em povoamentos mistos em solos minerais. É tolerante a solos pobres em nutrientes e é comumente encontrada em pântanos ácidos com drenagem deficiente. É considerada uma espécie clímax na maior parte de sua área de distribuição; no entanto, alguns ecologistas questionam se as florestas de Picea mariana realmente atingem o clímax porque os incêndios geralmente ocorrem em intervalos de 50 a 150 anos, enquanto as condições “estáveis” podem não ser atingidas por várias centenas de anos. O intervalo frequente de retorno do fogo, uma ecologia natural do fogo, perpetua várias comunidades sucessionais. Em toda a América do Norte boreal, a Betula papyrifera [en] e a Populus tremuloides são madeiras de lei de sucessão que frequentemente invadem as queimadas de Picea mariana. A Picea mariana geralmente semeia logo após o incêndio e, com a ausência contínua de fogo, acaba dominando as madeiras de lei.
A Picea mariana é uma espécie pioneira que invade o tapete de esfagno em pântanos cheios de lagos, embora muitas vezes seja ligeiramente precedido pela Larix laricina [en]. A Picea mariana frequentemente supera a Larix laricina, tolerante à sombra, no curso da sucessão do pântano. No entanto, como o solo de turfa é gradualmente elevado pelo acúmulo de matéria orgânica e a fertilidade do local melhora, a Abies balsamea e a Thuja occidentalis acabam substituindo a Picea mariana e a Larix laricina. Em locais mais secos após incêndios, a Picea mariana pode tomar conta de povoamentos de Pinus banksiana de crescimento mais rápido em virtude de sua capacidade de crescer em condições de sombra parcial que inibem as mudas de pinheiro. Mas as mudas de Picea mariana são intolerantes às condições de pouca luz e pouca umidade em povoamentos de abetos maduros. A Abies balsamea e a Thuja occidentalis, ambas espécies mais tolerantes ao sub-bosque com raízes primárias mais profundas, sobrevivem e acabam sucedendo a Picea mariana na ausência de fogo.
A Choristoneura [en], uma larva de mariposa, causa desfolhamento que mata as árvores se ocorrer vários anos seguidos, embora a Picea mariana seja menos suscetível do que a Picea glauca ou a Abies balsamea. As árvores que correm maior risco são aquelas que crescem junto com a Abies balsamea e a Picea glauca.

## Cultivo
Diversas cultivares foram selecionadas para uso em parques e jardins. A cultivar P. mariana 'Nana' é uma forma anã que recebeu o Prêmio de Mérito em Jardins da Royal Horticultural Society. Sabe-se que a Picea mariana hibridiza com a Picea omorika.

## Usos e simbolismo
A Picea mariana é a árvore da província de Terra Nova e Labrador. A madeira é de baixo valor devido ao pequeno tamanho das árvores, mas é uma importante fonte de madeira para celulose e a principal fonte dessa madeira no Canadá. Os hashis de fast-food são geralmente feitos de Picea mariana. Ela está sendo cada vez mais usada para a fabricação de madeira laminada cruzada por empresas como a Nordic Structures, o que permite que a alta resistência devido aos anéis de crescimento apertados seja montada em madeiras maiores. Juntamente com a Picea rubens, ele também tem sido usado para fazer cerveja de espruce.

## Galeria

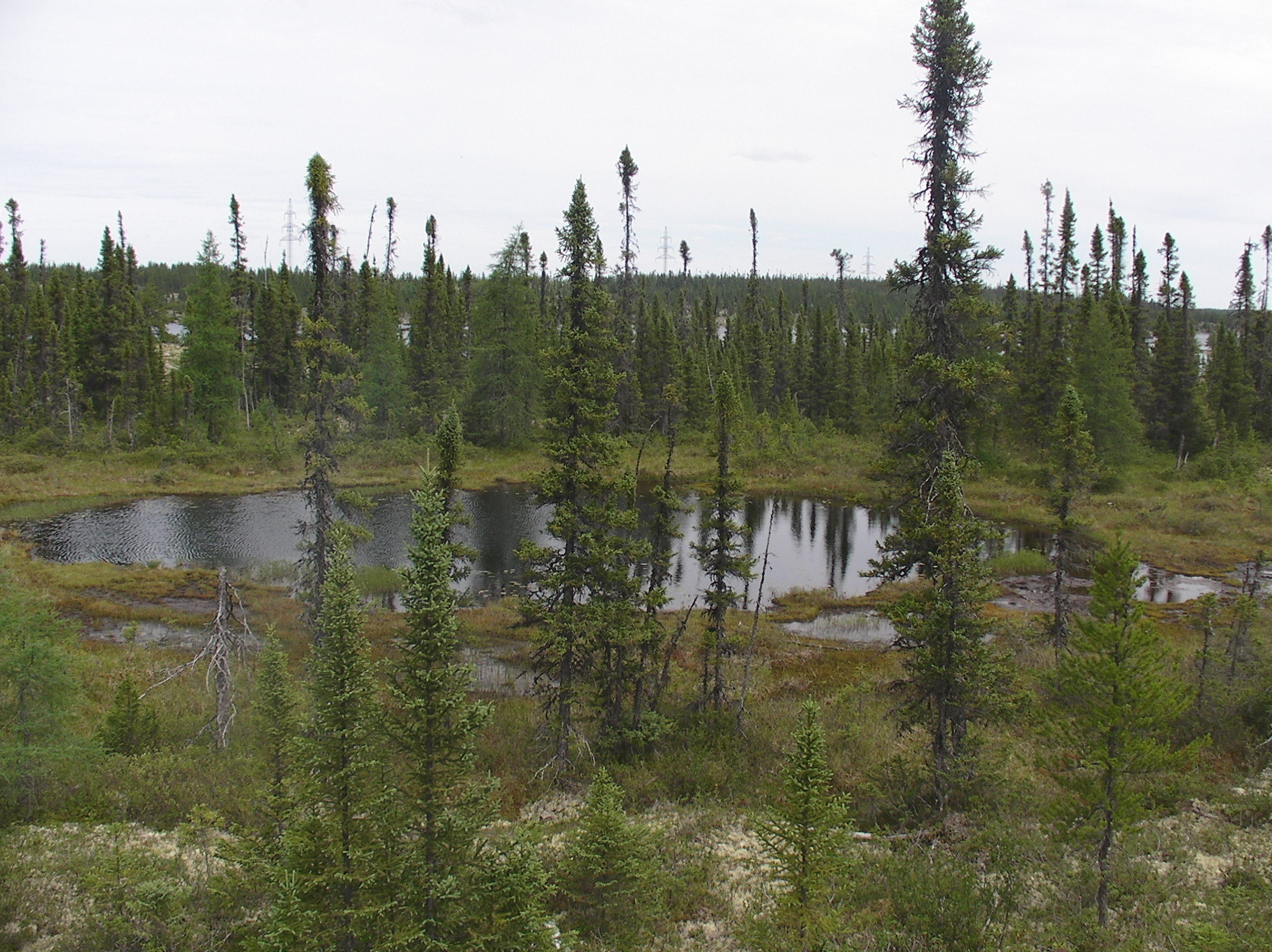
Habitat de taiga pantanosa.
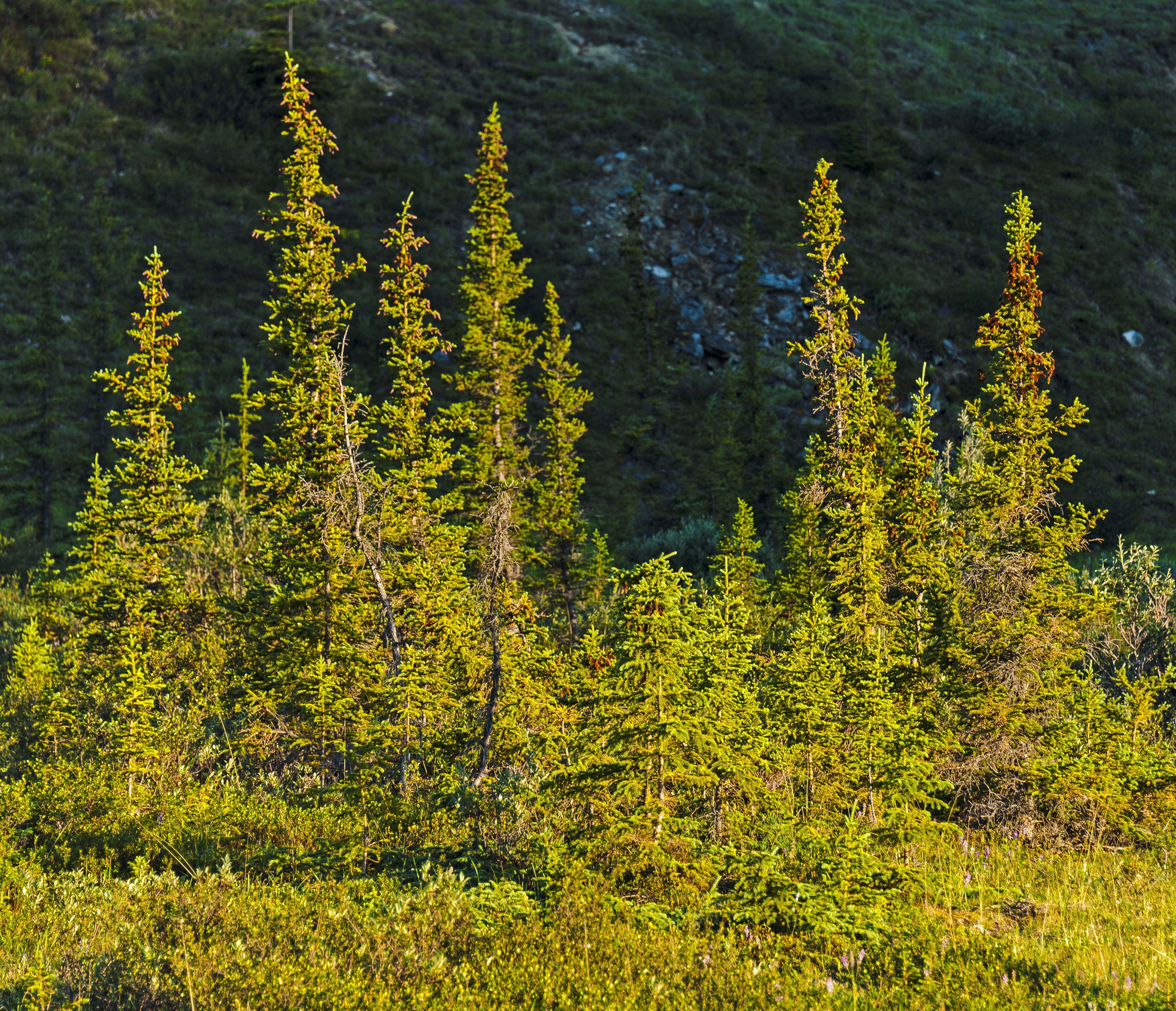
Iluminado pelo sol da meia-noite no Parque Nacional Ivvavik.
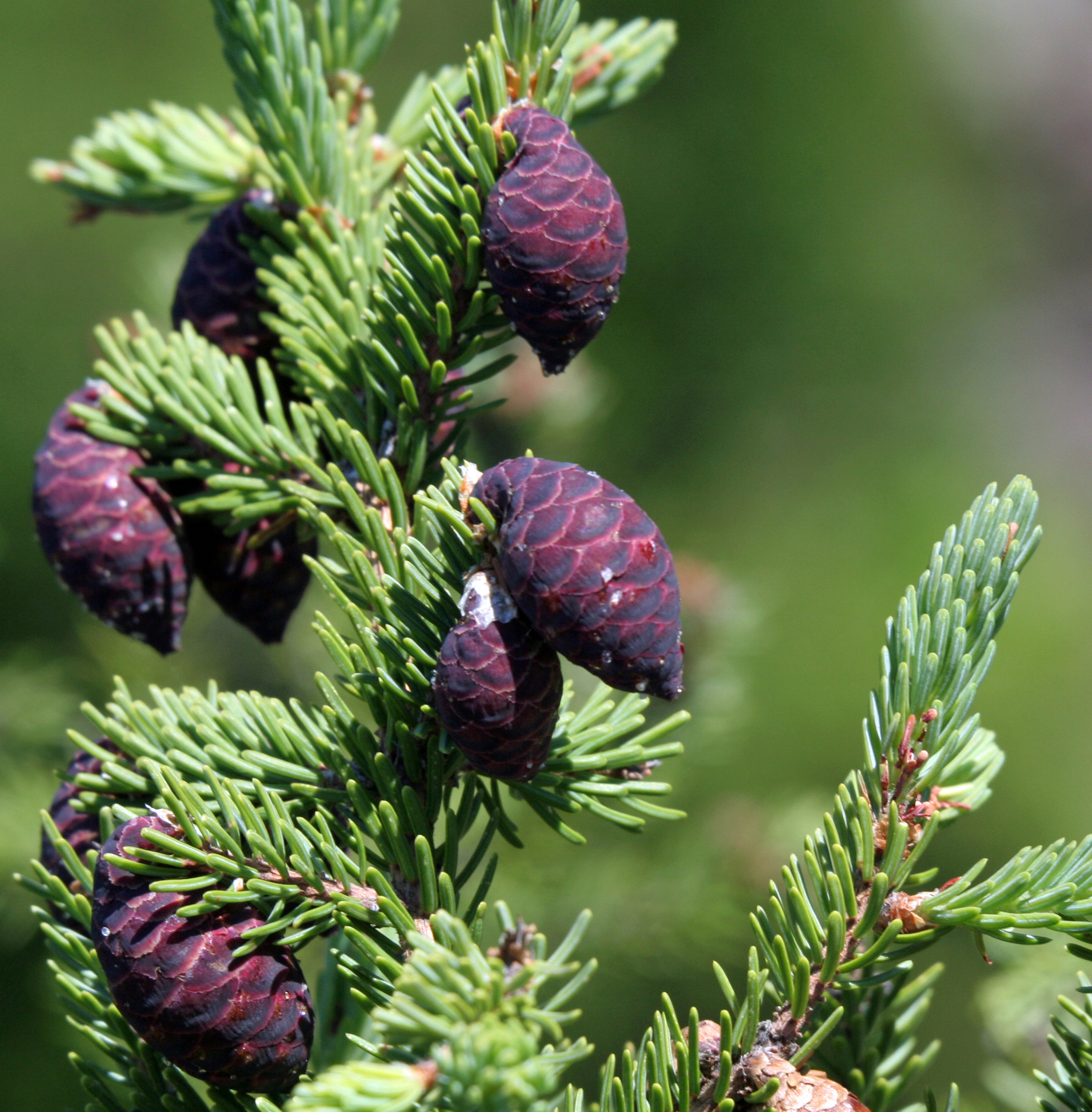
Pinhas imaturas.
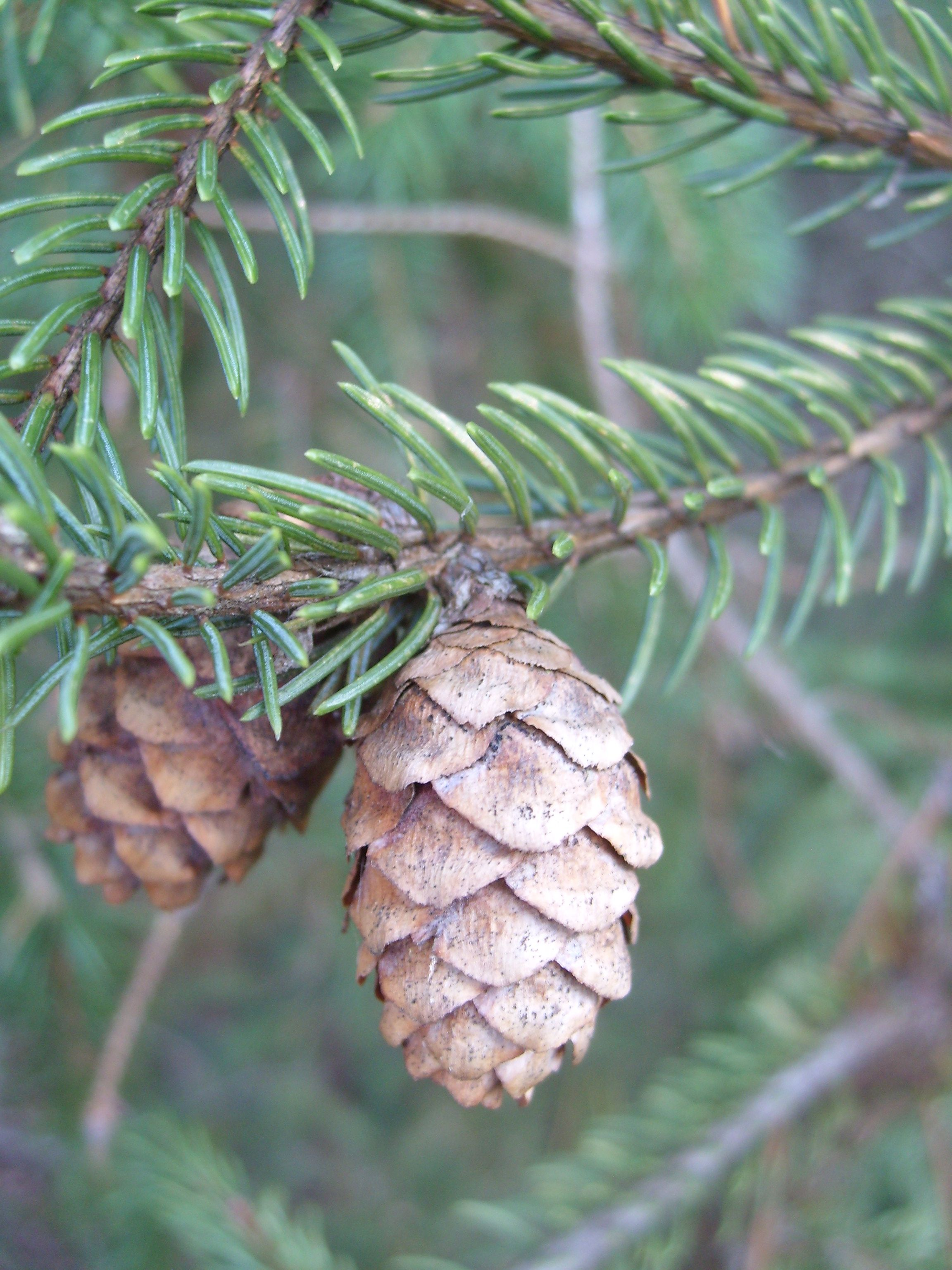
Pinhas maduras e abertas.
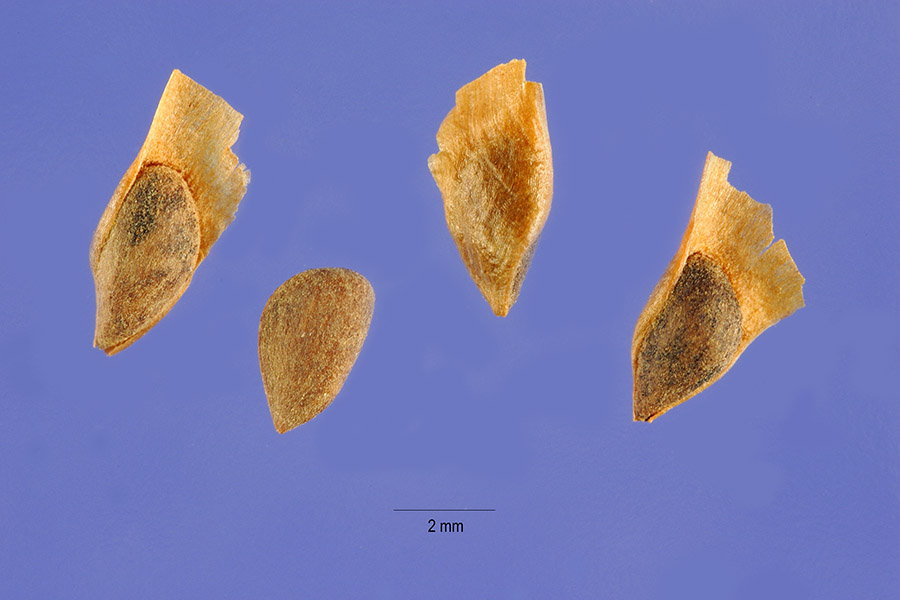
Sementes.
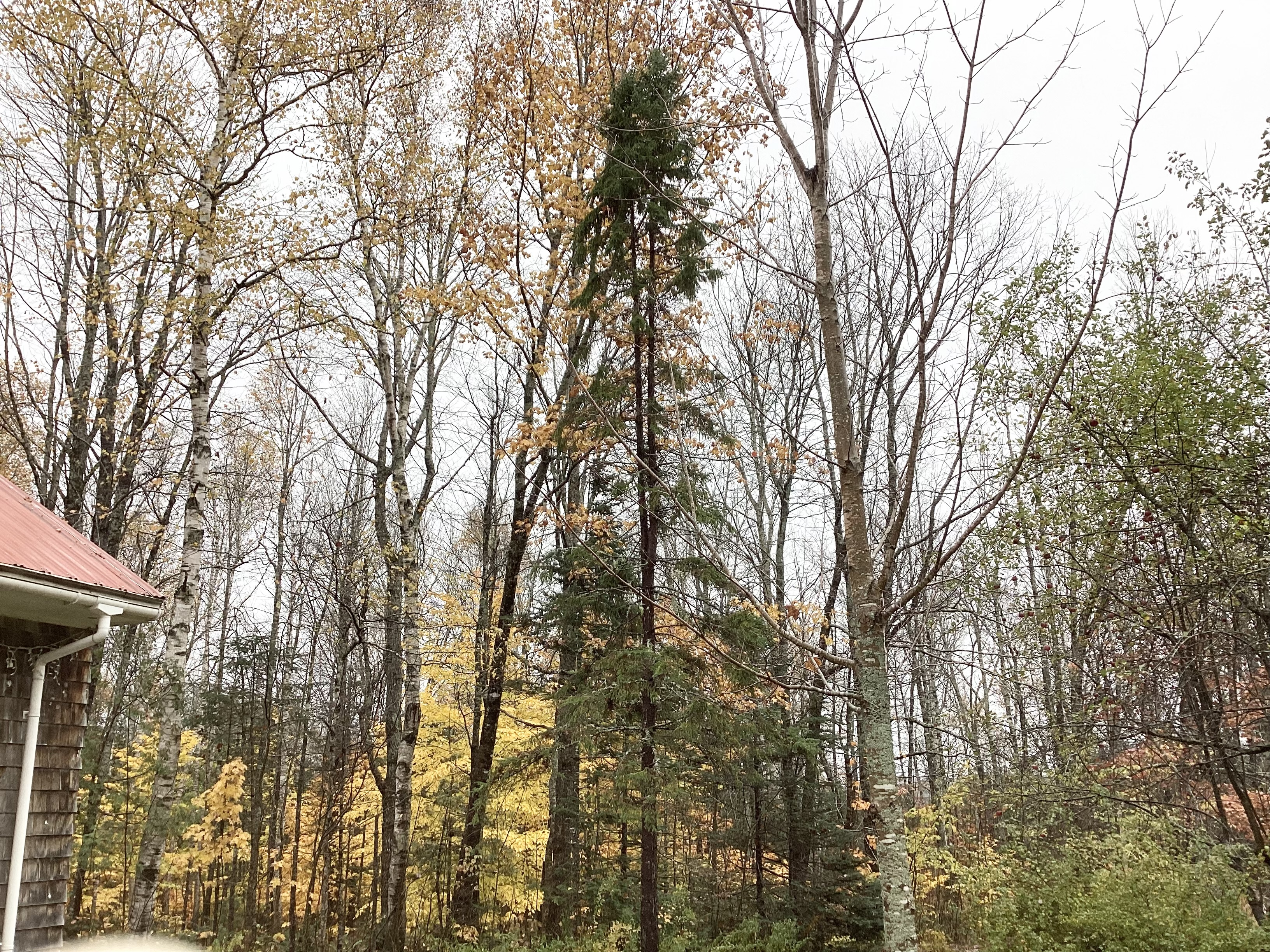
Picea mariana em Abbot, Maine.